# Accidente ferroviario de Garmisch-Partenkirchen
El 3 de junio de 2022, un tren de dos pisos regional descarrila al norte de Garmisch-Partenkirchen, cerca de Burgrain en la línea Múnich – Garmisch-Partenkirchen en el sur de Alemania. Cinco personas han fallecido y al menos 44 pasajeros están heridos.
Tres vagones de pasajeros descarrilaron en una curva cercana a Loisachauen en el distrito de Garmisch-Partenkirchen, entre la estación de Garmisch-Partenkirchen y la estación de Farchant.  Los vagones se deslizaron próximo al cruce donde se ubica el Bundesstraße 23 y el Bundesstraße 2.
El accidente tuvo lugar en el último viernes antes de las vacaciones de Pentecostés, significando que había muchos niños en el tren.

## Respuesta
Los soldados que viajaron a bordo el tren fueron capaces de proporcionar primeros auxilios.  La ubicación de descarrilamiento, al suceder al lado de una carretera principal, permitió la rápida llegada de los servicios de emergencia.  Seis helicópteros de rescate también fueron llamados.  Las personas con heridas leves fueron atendidas en un edificio cercano.  El servicios ferroviarios entre las estaciones de Oberau y Garmisch-Partenkirchen fueron suspendidas.